# كيث غلاوبر
كيث غلاوبر (بالإنجليزية: Keith Glauber)‏ هو لاعب كرة قاعدة أمريكي، ولد في 18 يناير 1972 في بروكلين في الولايات المتحدة.

## وصلات خارجية
- كيث غلاوبر على موقعبيزبول رفرنس.كوم (الدوري الرئيسي) (الإنجليزية)